# Ambwene Simukonda
Ambwene Simukonda (sinh ngày 23 tháng 3 năm 1984 tại Blantyre) là một vận động viên chạy nước rút người Malawichuyên về 400 mét. Cô đại diện cho Malaw tại Thế vận hội Mùa hè 2012, nơi cô trở thành người nữ Malawi chạy 400m nhanh nhất từ trước tới nay (54,20).